# سوفی اسکلتون
سوفی الکساندرا اسکلتون (به انگلیسی: Sophie Alexandra Skelton) (زادهٔ ۷ مارس ۱۹۹۴)، یک هنرپیشه بریتانیایی است. او بیشتر برای ایفای نقش شخصیت بریانا رندال فِریزر در مجموعه تلویزیونی شبکهٔ استارز با نام غریبه شناخته شده‌است.
از دیگر فیلم‌های او می‌توان به روز مردگان: تبار اشاره کرد.